# 鮎屋川ダム
鮎屋川ダム（あいやがわダム）は、兵庫県洲本市の、洲本川水系鮎屋川上流部付近に建設されたダム。ダムの近くには鮎屋の滝がある。
滝周辺には遊歩道も敷設されており、そこを訪れる観光客も多い。

## 読み
地元でも「あゆや」と「あいや」に分かれるとされるが、地名である鮎屋は「あいや」、鮎屋の滝は「あいやのたき」である。